# Върли бряг
Върли бряг (до 29 юни 1942 г. Карабаир) са три уединени хълма, разположени югозападно от град Бургас между Бургаското езеро на север и Мандренското езеро на юг. Най-високата им точка е връх Шилото (208,7 м), разположен на 1 км западно от квартал „Меден рудник“ на Бургас. Изградени са от андезити и андезитни туфи. имат обезлесени склонове, а част от тях (по-полегатите) са заети от обработваеми земи. В района на възвишенията има находище на медни руди.
На източния им склон е разположен най-големият жилищен комплекс на Бургас квартал „Меден рудник“, на северният – квартал „Горно Езерово“, а на западния – село Черни връх.
През възвишението от югозапад на североизток, на протежение от 6,9 км преминава участък от второкласен път № 79 от Държавната пътна мрежа Елхово – Средец – Бургас.

## Топографска карта
- Лист от карта K-35-55. Мащаб: 1 : 100 000.